# Tacht-i Rustam (Kabul)
Tacht-i Rustam (persisch تخت رستم, ‚Thron Rostams‘) ist eine historische Stätte zwischen den zwei Bergen, Koh e Hindaki und Koh-e Tschehelsotun in Kabul. Die Throne von Rostam befindet sich gegenüber dem Palast und Gartenlange Tschehel Sotun. 